# 牧夫座CP
牧夫座CP，又名BD+37 2545，HD 127986、SAO 64212、HR 5441，是牧夫座的一颗恒星，视星等为6.43，位于銀經63.89，銀緯66.37，其B1900.0坐标为赤經14h 29m 15s，赤緯+37° 66.37′ 3″。